# Moälven (Värmland)
Moälven är ett mindre vattendrag i sydvästra Värmland, ca 20 km långt, avrinningsområde ca 25 kvkm. 
Moälven rinner upp i sjön Algutsvattnet, strömmar förbi kyrkbyn Blomskog och kallas därefter Olerudsälven. Den rinner via Olerudsjön, mynnar i ut i sjön Lelång och kallas då Sundsbyälven.